# 吉原細見

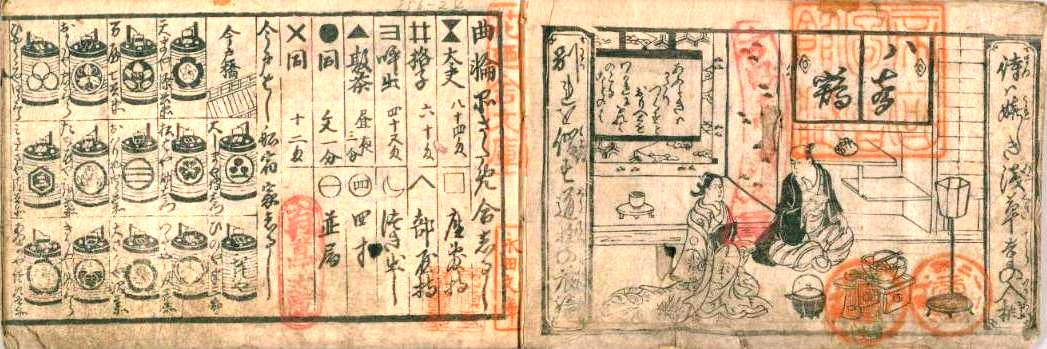
『吉原細見』元文4年

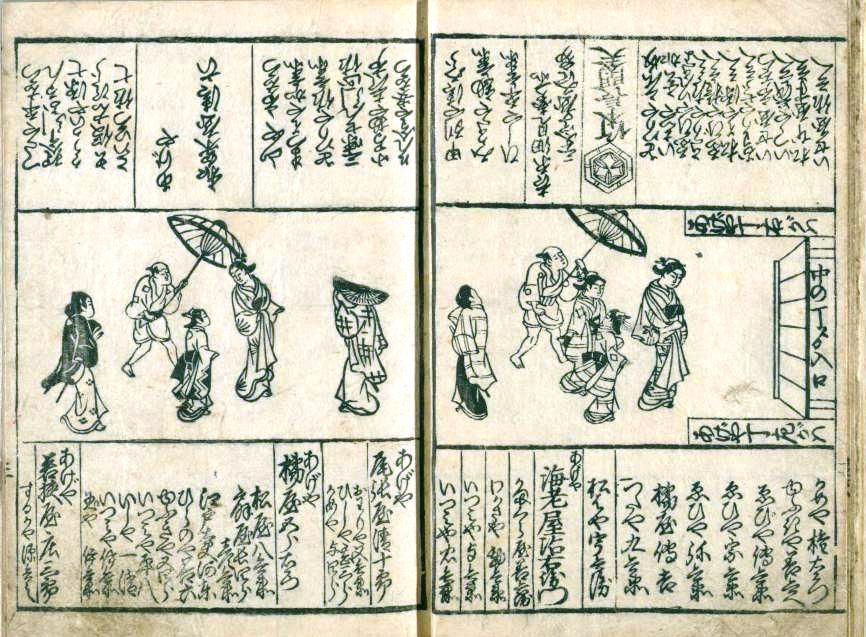
『吉原細見』元文5年

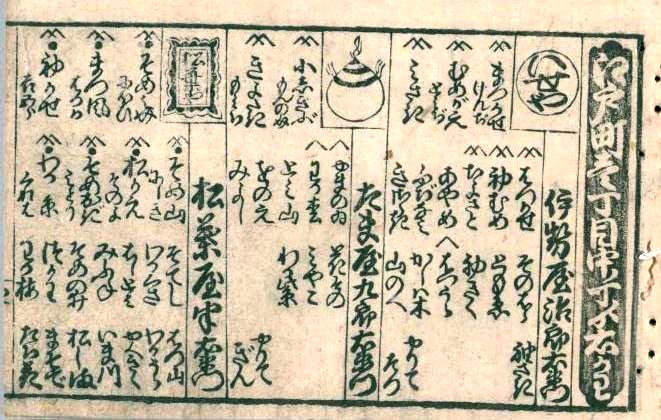
『吉原細見』延享2年刊

吉原細見（よしわらさいけん）は、江戸の吉原遊廓についての案内書である。一般的な体裁は店ごとに遊女の名を記したもの。細見売りが遊廓内で売り歩いていた。17世紀からあるが、1732年ごろから年2回の定期刊行となり、1880年代まで約160年間にわたって出版されつづけ、『役者評判記』に次いで、日本史上最も長期にわたる定期刊行物とされる。

## 概要
仮名草子の遊女評判記に遊女の名を列挙したものが起源と考えられる。古いものは貞享年間（17世紀）の吉原細見が知られており、享保頃（18世紀）に盛んになった。1738年（元文3年）以降は鱗形屋と山本の2版元が年2回刊行し、1758年までで山本は手を引き、後に蔦屋重三郎が鱗形屋に代わって刊行することになった。
掲載内容は、廓内の略地図、妓楼および遊女の名寄、揚げ代金、茶屋、船宿および男女芸者の名寄、年中紋日などであった。
明治時代には写真付きの細見が作られたこともある。

## 変遷
柳亭種彦の「高尾年代記」に、「寛永十九年開板の吾妻物語、元吉原の遊女の名寄、後代の細見の類なり」とあり、「吾妻物語」がその最初であるとされる。「吾妻物語」は寛永19年（1642年）6月吉日、京烏丸板屋清兵衛開板、25葉の中本であり、揚屋数合三十六軒、五町よこ町までくつわの家数合百二十五軒と記されている。
明暦の大火（1657年）ののち、新吉原に移転した後には万治3年（1660年）9月鱗形屋版の「吉原かがみ」、寛文6年（1666年）板の「吉原根元記」、寛文7年（1667年）板の鱗形屋板の「吉原讃嘲記」、延宝3年（1675年）板の「吉原大雑書」などおびただしい数にのぼるが、この頃は遊女の批評を主としており、のちの細見とは体裁はずいぶん異なる。
従来の評判記仕立ての細見に対して、延宝（1673-1681）頃から1枚摺の細見が行なわれた。それ以来、天和（1681-1684）、貞享（1684-1688）を経て、元禄（1688-1704）には、吉原女郎総名寄に、太夫、太夫格子、散茶、梅茶、五寸局、三寸局、並局の部を立てた。寛永年間には、遊女屋の紋所、家格の合印が記され始めた。この頃の太夫の数は、万治（1658-1661）には新太夫とともに37人揚屋14軒のもの、元禄15年（1702年）開板の「遊里様太鼓」に太夫合5人、太夫格子合99人、その他、惣女郎数合1750余人を記している。揚代金は、元吉原で37匁の太夫が、新吉原移転ののちは昼夜で74匁（2つ割）、太夫格子昼夜52匁（2つ割）、散茶夜のみ金1分、梅茶同じく10匁、五寸局5匁、三寸局3匁の定めであった。
その後、正徳2年（1712年）八文字屋版行の「傾城新色三味線」は冒頭から15葉まで江戸吉原総名寄を記して新味を出した。
享保13年（1728年）湯島の相模屋与兵衛が「新吉原細見之図」という小本横綴の細見を発行し、評判を取ったので、大伝馬町の鶴喜、神田相模屋、揚屋町三文字屋なども横綴の細見を発行するようになり、大いに流行した。三文字屋細見は廓内における板行として権威を持った。ここに吉原細見の全盛期を現出した。
横本形式は明和（1764-1772）、安永（1772-1781）頃まで続き、これと並んで小形の竪本が享保15年（1730年）から行なわれ、次第に台頭した。竪本の最初は享保15年開板の「両巴巵言」であると言われ、この様式は安永細見の四六版のものになり、明治時代に続いた。
安永4年（1775年）新吉原仲の町の茶屋蔦屋重三郎は折本仕立の細見を6文で売り出して評判を取り、細見蔦屋の名を高くした。
幕末、明治維新頃から細見の内容は粗雑化し、調査の精密を欠き、妓名を新旧入り乱れて列記するなど、信頼性が著しく低下し、この傾向は明治中期まで続き、明治28年（1895年）11月以降新吉原事務所において発行することとなった。